# Pier Luigi Farnese
Pier Luigi Farnese (Roma, 19 novembre 1503 – Piacenza, 10 settembre 1547) è stato il primo duca di Castro e di Parma della famiglia Farnese, figlio naturale di papa Paolo III.

## Biografia

### Infanzia ed educazione

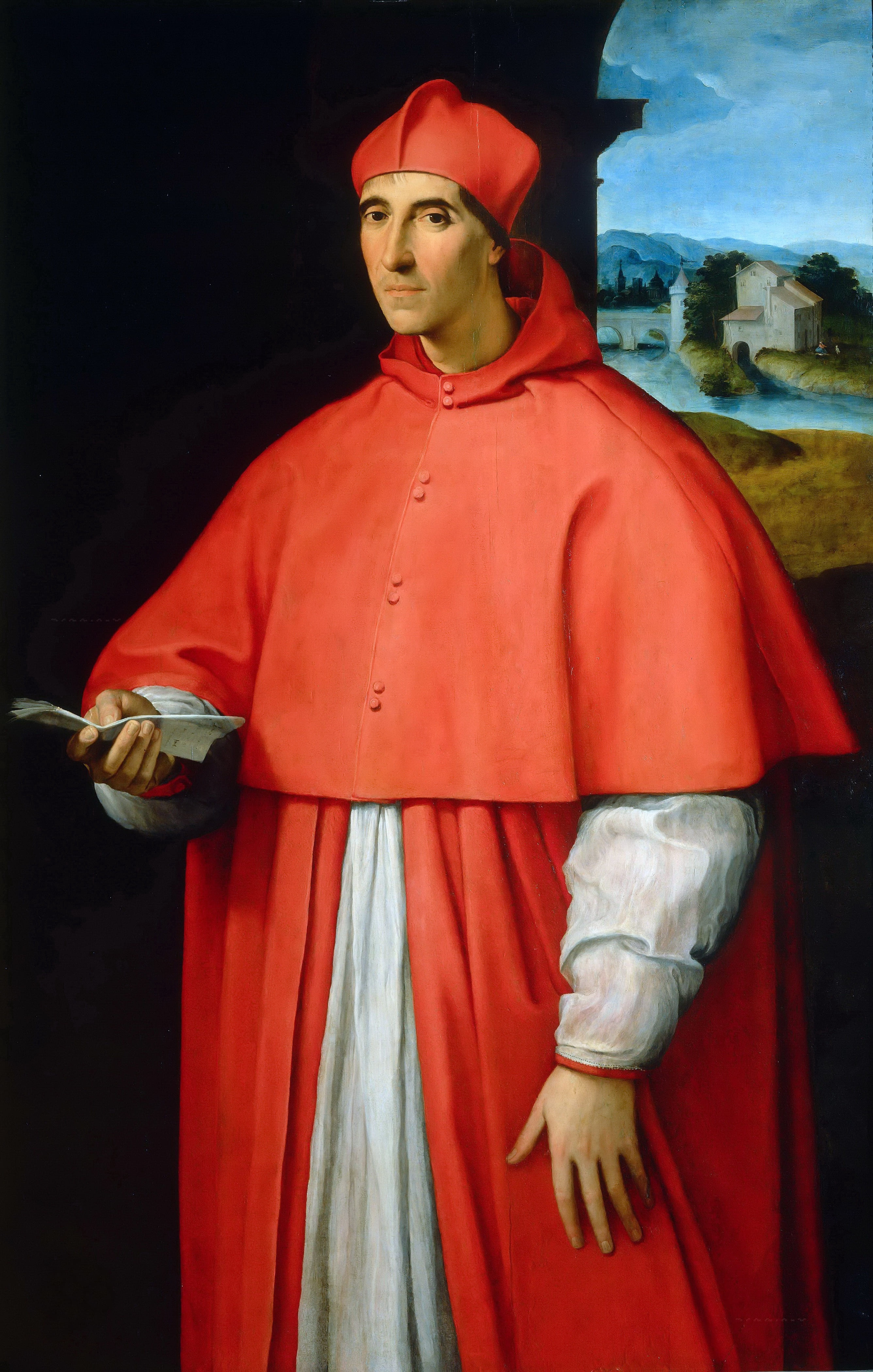
Ritratto del cardinale Alessandro Farnese di Raffaello (Museo di Capodimonte, Napoli).

Pier Luigi iuniore (per distinguerlo dal nonno Pier Luigi seniore) nacque dal cardinale Alessandro Farnese, il futuro papa Paolo III, e da Silvia Ruffini, gentildonna romana che diede al futuro papa altri tre figli: Costanza, Paolo e Ranuccio. Questa sua origine non legittima lo tormentò per tutta la vita, e contribuì, in modo forse determinante, alla formazione del suo carattere. I nobili piacentini lo chiamavano con disprezzo "il bastardo del papa".
Pier Luigi, figlio primogenito e amatissimo dal padre, venne legittimato, insieme al fratello Paolo, nel 1505 da papa Giulio II.
Il padre scelse per lui, come precettore, un famoso umanista: Baldassarre Molossi (1466-1528), di Casalmaggiore, soprannominato Tranquillus. Nonostante la buona volontà del precettore, Pier Luigi manifestò fin dalla prima giovinezza quei tratti caratteriali, inclinazioni e mancanza di equilibrio che lo renderanno tristemente famoso tra i suoi contemporanei. Dagli ingegneri del padre mutuò anche l'amore per le fortificazioni.

### Matrimonio

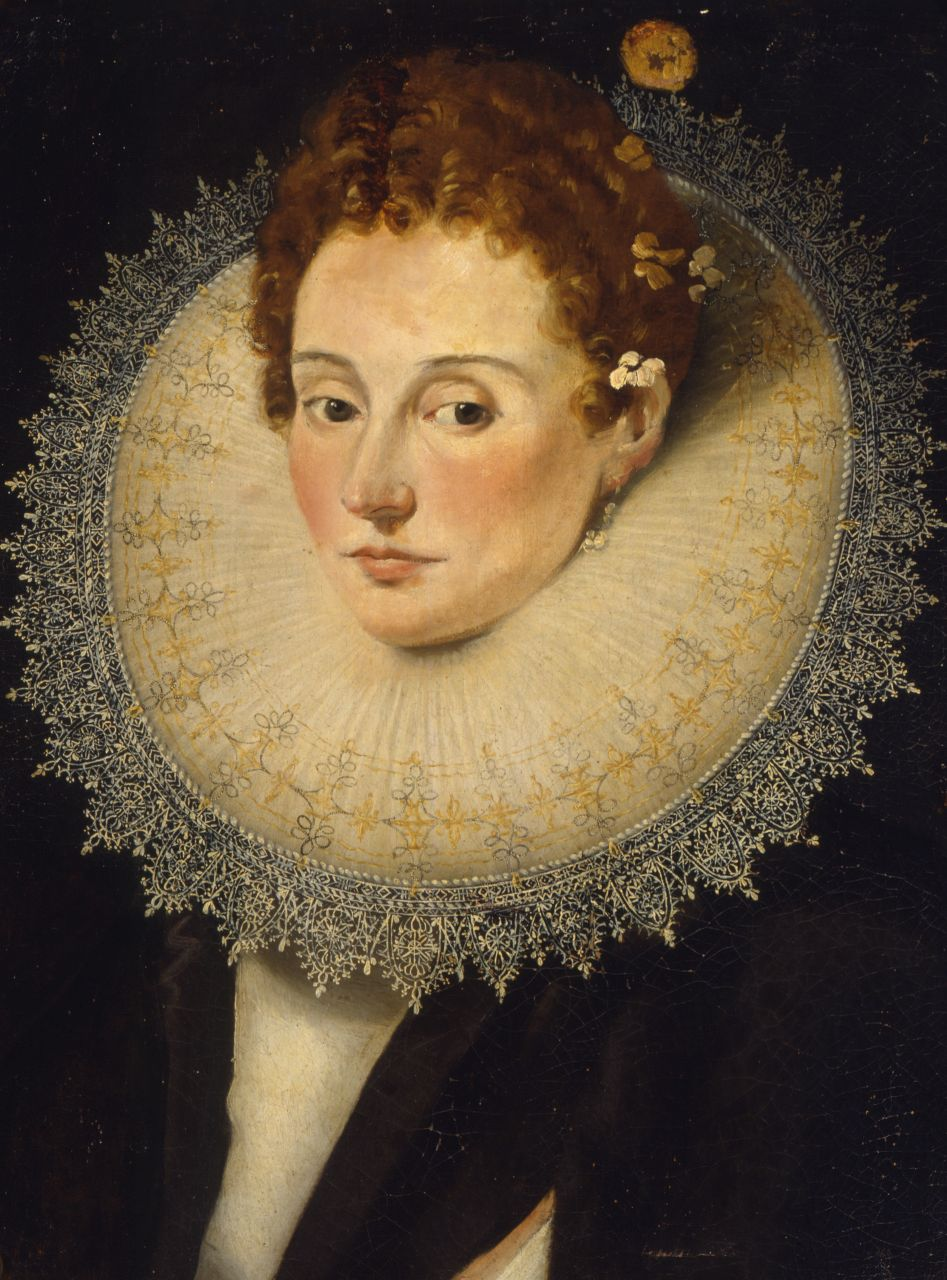
Gerolama Orsini

Comunque, Alessandro voleva fare di lui un vero capofamiglia, così cercò il matrimonio e l'alleanza più vantaggiose per lui. Decise che doveva sposare Gerolama Orsini, figlia di Lodovico, conte di Pitigliano. Nel 1513 fu stipulato il contratto di fidanzamento e nel 1519 a Valentano fu celebrato il loro matrimonio.
Nonostante i matrimoni di casa Farnese non fossero mai matrimoni d'amore, e il matrimonio di Pier Luigi non sfuggisse a questa regola, Gerolama si rivelò una moglie fedele e devotissima, sopportando con dignità gli eccessi, la brutalità e le stravaganze del marito.

### Giovinezza
A causa dei ritardi nella costruzione del palazzo di Gradoli, Pier Luigi e la giovane moglie si sistemarono nella Rocca di Valentano. L'anno successivo nacque il loro primogenito Alessandro Farnese, il "Gran Cardinale".
Tuttavia, l'aria salubre e fresca dei monti Volsini e la vita quieta di palazzo non potevano appagare lo spirito guerriero di Pier Luigi e soprattutto non favorivano quelle occasioni che la sua natura cercava. Si rivolse quindi ben presto al mestiere di famiglia: il mestiere delle armi.

### Carriera militare
La carriera militare di Pier Luigi fu molto varia; sarà coinvolto su più fronti e al soldo di più padroni; a volte combatterà contro gli stessi familiari e addirittura contro il papa, abbandonando la tradizionale posizione guelfa dei Farnese. Non fu un semplice soldato o mercenario, fu lo stereotipo del guerriero: selvaggio, primordiale, amorale. Non gli mancarono coraggio e ardimento: fu forte, audace e risoluto, addirittura eroico, ma a tal punto efferato da ripugnare i suoi stessi committenti.
Nel 1520, a soli diciassette anni, Pier Luigi Farnese e suo fratello Ranuccio erano già mercenari al soldo della Repubblica di Venezia. Il cardinale gli lasciò seguire questa via per fare un buon apprendistato militare in un esercito disciplinato che non creava disagio al pontefice. Il suo temperamento di guerriero, tuttavia, non ne fu a sufficienza appagato, così Pier Luigi passò sotto le insegne di Carlo V. Il Farnese restò al servizio dell'imperatore fino al 1527, anno del Sacco di Roma, al quale partecipò insieme ai lanzichenecchi. Mentre Ranuccio si ritirava a Castel Sant'Angelo per difendere il papa, Pier Luigi superava Ponte Sisto e poneva il suo quartier generale nel palazzo di famiglia, salvandolo così dalla devastazione.
Qualcuno, malignamente, accusò i Farnese di essersi opportunamente divisi nei due campi avversi, ma il papa Clemente VII non diede credito a queste voci.
All'apparizione della peste che pose fine al Sacco di Roma, i lanzichenecchi si ritirarono e Pier Luigi, anziché seguirli, iniziò a battere la campagna romana taglieggiando senza pietà e segnalando la sua presenza con furti, profanazioni e omicidi, finché il papa, stanco di sopportare i suoi comportamenti, gli lanciò contro la scomunica maggiore e l'anatema.
La situazione che si era venuta a creare, tuttavia, risultava intollerabile per il cardinale Alessandro; da diplomatico fine e astuto quale era, iniziò una paziente opera di ricucitura tra il figlio e il pontefice. 
Nel 1528 Pier Luigi, sempre al soldo dell'imperatore, si recò in Puglia a combattere contro un esercito francese, in cui militavano il fratello Ranuccio, che morì in questa occasione, e il cugino Galeazzo del ramo di Latera. In questa occasione si distinse per la sua tenacia nella difesa di Manfredonia.
Dopo la morte di Ranuccio, sotto la regia attenta del padre, Pier Luigi riconobbe le proprie colpe, implorando e ottenendo il perdono papale. La scomunica fu così ritirata nel 1529.
Nello stesso anno il condottiero passò al soldo del principe d'Orange e combatté strenuamente contro Firenze, guerra patrocinata anche dal papa, che la vedeva come un mezzo per riportare la città sotto il controllo dei Medici.
Anche nell'assedio di Firenze Pier Luigi diede libero sfogo ai suoi istinti peggiori e fu destituito dal comando. Non gli restò che rifugiarsi nella sua rocca, a Valentano, dove ad attenderlo c'erano Gerolama e i figli che erano nati nel frattempo. Negli anni seguenti dedicò tutte le sue energie a migliorare i domini della famiglia nell'alto Lazio, organizzando meravigliose cacce e costruendo una rete di strade che portò il movimento e l'abbondanza nella regione.

### Paolo III papa

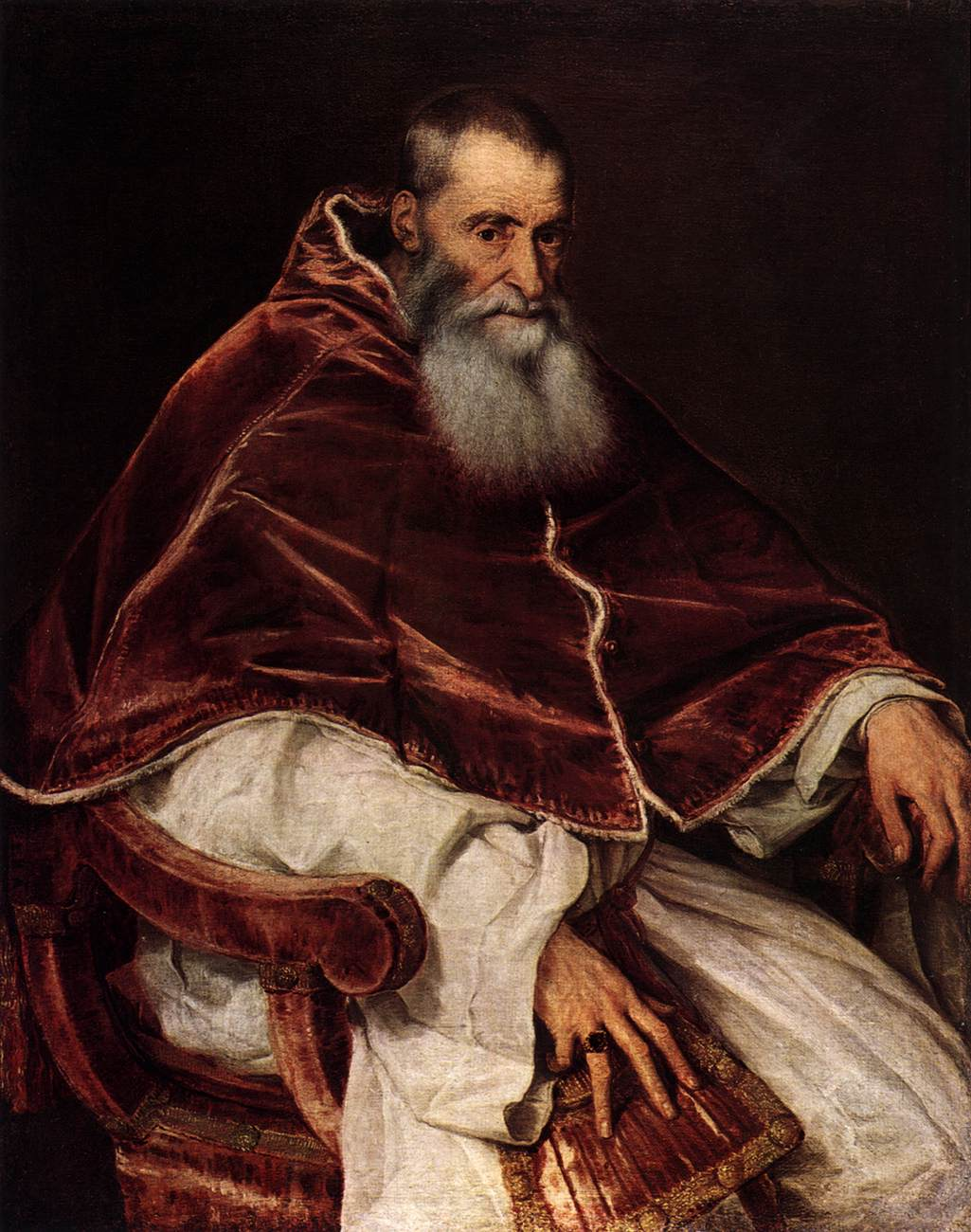
Ritratto di papa Paolo III a capo scoperto di Tiziano (Museo di Capodimonte, Napoli).

Improvvisamente una notizia, a lungo attesa e forse ormai inaspettata, scosse Pier Luigi dal torpore in cui era ricaduto: nell'ottobre 1534 il padre, cardinale Alessandro Farnese, ascese al soglio di Pietro con il nome di Paolo III. Nella rocca di Valentano si organizzarono grandi festeggiamenti, dopodiché Pier Luigi, abbandonati i piaceri della vita familiare e le battute di caccia, partì per Roma. Il primo atto del nuovo pontefice fu la nomina a cardinale del nipote quattordicenne Alessandro, primogenito del figlio diletto, e del nipote, figlio di Costanza, Guidascanio Sforza.
In politica estera il nuovo papa osservava la regola dell'equidistanza tra Francia e Impero. Tuttavia Carlo V lasciò intravedere al pontefice che avrebbe dato volentieri a Pier Luigi la città di Novara. Paolo III, invece, accettò per il figlio una pensione annua a condizione che non divenisse di pubblico dominio e, per il nipote Alessandro, la ricca arcidiocesi di Monreale in Sicilia.
Desiderando affrettare l'affare di Novara, Pier Luigi Farnese intervenne direttamente nelle trattative all'insaputa della cancelleria pontificia e, contemporaneamente, invase la terra di Farnese, spogliando di tutti i suoi averi la cugina Isabella Anguillara, vedova del cugino Galeazzo.
Il papa, però, fu oltremodo contrariato dal suo comportamento e, solo dopo che il figlio si fu pentito delle sue azioni (l'imperatore gli aveva scritto che la conclusione dell'affare di Novara sarebbe dipesa esclusivamente da Paolo III), gli lasciò continuare la trattativa, dandogli però limiti ben precisi.
Novara e il territorio circostante furono eretti in marchesato in favore di Pier Luigi, che per l'investitura ufficiale dovette, però, aspettare fino al febbraio del 1538.

### Gonfaloniere della Chiesa
Nel frattempo si era resa vacante la carica di Gonfaloniere della Chiesa, così, pressato dai problemi dello Stato Pontificio e dalle incursioni dei pirati barbareschi che giungevano fino alla foce del Tevere, Paolo III si lasciò convincere che il figlio, capitano esperto e a lui fedele, potesse essere la persona più idonea a ricoprire tale carica. Nel concistoro del 31 gennaio 1537 il pontefice perfezionò la nomina e il giorno successivo, nella basilica di San Pietro, affidò a Pier Luigi la spada e il gonfalone di Capitano generale della Chiesa.
Il Farnese iniziò subito un viaggio attraverso i territori dello Stato, piegando facilmente ogni resistenza e giungendo trionfalmente a Piacenza.
È proprio durante questo viaggio che ci giunge la testimonianza dell'episodio più squallido della vita del condottiero. I contemporanei ci hanno lasciato molti racconti della sua sfrenata sessualità, in particolare della sua bisessualità, ma il cosiddetto "oltraggio di Fano" fu quello che lo fece considerare una specie di diavolo in terra.
Il fatto fu riportato nella Storia fiorentina di Benedetto Varchi (1503-1565). L'autore iniziava la cronaca riferendo le voci che giravano sulla incontenibile depravazione di Pier Luigi che, sicuro di farla sempre franca per il fatto di essere figlio del Papa, girava per gli Stati della Chiesa stuprando quanti giovanetti gli fossero piaciuti.
In occasione di un'ispezione alle fortezze marchigiane, Pier Luigi si recò a Fano, dove fu accolto con tutti gli onori dal vescovo del posto, Cosimo Gheri, un ragazzo poco più che ventenne.
Il giorno successivo il Farnese incontrò nuovamente il vescovo e manifestò le sue intenzioni: "cominciò, palpando e stazzonando il vescovo, a voler fare i più disonesti atti che con femmine far si possano".
Tuttavia, visto che il vescovo non era disponibile, anzi, si difendeva in maniera piuttosto decisa, Pier Luigi lo fece legare e, sotto la minaccia dei pugnali, lo violentò. Non sopportando l'umiliazione per l'oltraggio subito, dopo poche settimane il vescovo morì. Qualcuno pensa che il ragazzo fu fatto avvelenare dallo stesso Pier Luigi, per non far trapelare la notizia dello stupro.
In qualità di Gonfaloniere e Capitano generale della Chiesa nel 1540 fu incaricato da Paolo III di comandare l'esercito pontificio nella Guerra del sale contro la città di Perugia.

### Duca di Castro

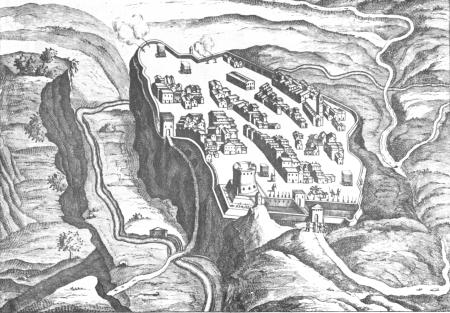
Veduta di Castro, 1663.

Nel frattempo il patrimonio del nonno Ranuccio Farnese il Vecchio, diviso alla sua morte, era giunto integralmente nelle mani di Paolo III, che lo aveva incrementato con altri feudi e con il vicariato, cum pacto redimendi, della terra di Ronciglione. A completamento dei patrimoni familiari, Pier Luigi fu investito della terra di Montalto, con facoltà di esportarne il grano senza pagare tasse, ricevette tutti i diritti feudali su Canino, Gradoli, Valentano, Latera e Marta, scambiò la città di Frascati con la fortezza di Castro e il castello di Grotte San Lorenzo e, infine, comprò Bisenzio dalla diocesi di Montefiascone.
Dopo aver concesso ai discendenti di Bartolomeo (fratello di Ranuccio il Vecchio) i feudi di Latera e Farnese, formando un ducato sotto la diretta sovranità della Chiesa, il papa eresse in favore di Pier Luigi e del figlio Ottavio il ducato di Castro.
Il ducato era un vero e proprio stato all'interno del Patrimonio di San Pietro; comprendeva Castro, Montalto, Canino, Musignano, Ponte della Badia, Tessennano, Arlena, Cellere, Pianiano, Ischia, Valentano, Marta, Piansano, l'Isola Martana e l'Isola Bisentina, Capodimonte, Bisenzio, Gradoli, le Grotte e Borghetto; era bagnato dal mar Tirreno e dal Lago di Bolsena, confinava con i territori di Viterbo, Orvieto e Siena; possedeva foreste ricche di selvaggina, vigne, terre fertili e un gran numero di fortezze.
Nel concistoro del 14 marzo 1537, il papa, oltre a creare il nuovo ducato, regalò al figlio anche le città di Nepi e Ronciglione. Pier Luigi si impegnò a riparare tutte le fortezze del ducato di cui era stato infeudato. Per trasformare Castro nella capitale del nuovo stato, il Duca chiamò Antonio da Sangallo il Giovane, a cui commissionò la cittadella, il palazzo ducale e la zecca.
Nel 1538 il figlio Ottavio sposò Margherita d'Austria, figlia naturale di Carlo V, consolidando così l'amicizia tra la famiglia Farnese e l'imperatore.
Nel 1543 il figlio dodicenne Orazio fu mandato alla corte del re di Francia Francesco I e, nel 1545, l'altro figlio, Ranuccio, fu creato cardinale da Paolo III.

### Duca di Parma e Piacenza

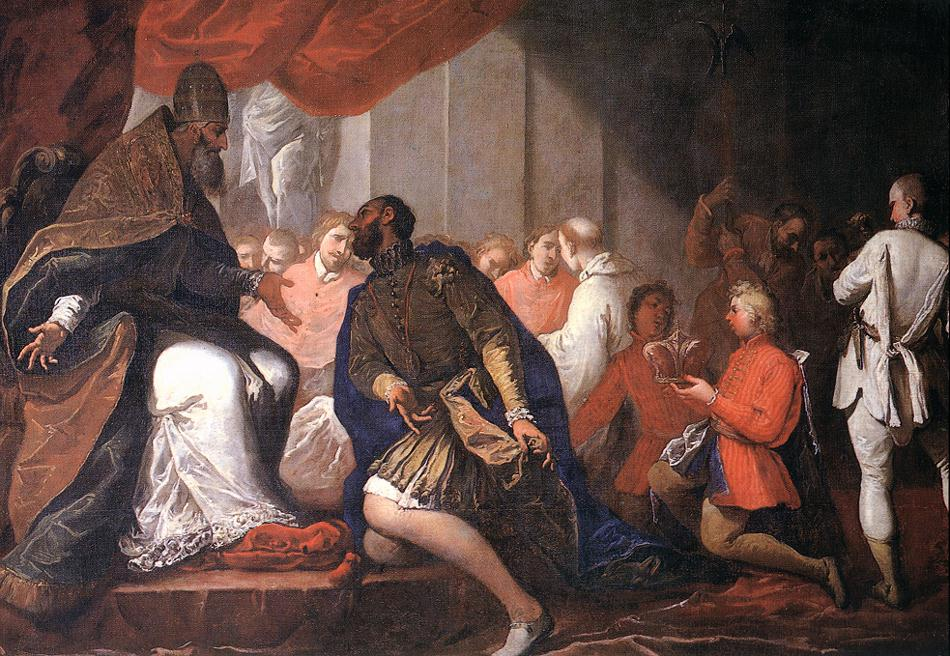
Paolo III crea suo figlio Pier Luigi Duca di Parma e Piacenza di Sebastiano Ricci, 1687

L'ambizioso Pier Luigi, però, non si accontentava del piccolo ducato laziale, ma ambiva a qualcosa di più grande e di più autonomo rispetto alla Chiesa. Nella sua mente c'erano il ducato di Milano, la città di Siena o Piacenza.
Il papa, dopo il rifiuto di Carlo V di infeudare Pier Luigi con Milano, decise di investire il figlio e la sua discendenza del ducato di Piacenza e Parma, togliendo a Ottavio Camerino e a Pier Luigi Nepi.
La proposta di investitura fu fatta nel concistoro del 12 agosto 1545 e la votazione avvenne in quello del 17 agosto, non senza contrasti. Però, dopo che il camerlengo, Guidascanio Sforza, dimostrò che Piacenza e Parma rendevano 7.500 ducati l'anno, mentre Camerino rendeva 10.000 ducati e che in 10 anni il ducato di cui si parlava era costato alla Camera Apostolica la bellezza di 200.000 ducati, la votazione risultò favorevole alla decisione di Paolo III, che obbligò Pier Luigi a pagare un censo annuale di 9.000 ducati alla Camera Apostolica e a cedere il ducato di Castro a Ottavio, facendogli in questo modo riconoscere di essere un vassallo della Chiesa.
La dipendenza feudale del ducato di Piacenza e Parma dalla Santa Sede avrebbe costituito per più secoli (e ancora al congresso di Vienna) un motivo di rivendicazione da parte della Curia Romana, e di dispute tra quest'ultima e (passata poi Parma ai Borboni) gli stati borbonici: l'episodio più acuto di tale scontro fu probabilmente quello che avvenne, nel XVIII secolo, con papa Clemente XIII.
Il duca prese possesso dei suoi stati il 23 settembre 1545 e, non mostrando alcuna riconoscenza verso il papa, considerando il merito della formazione del ducato tutto suo, cercò di trasformare il vassallaggio in favore dell'imperatore, ma lo stesso Carlo V rifiutò.
I primi provvedimenti a cui mise mano furono l'apertura di numerose scuole in cui si insegnavano la medicina, il diritto e la letteratura latina e greca; la costruzione di nuove vie di comunicazione per favorire il commercio; la riforma del sistema amministrativo prendendo spunto dal modello milanese; la riforma del sistema giudiziario in forma più garantista: i giudici dovevano motivare gli arresti.
Diede forte slancio all'agricoltura abolendo la tassa sul bestiame, riparando strade rurali, ricostruendo o restaurando ponti e migliorando il regime delle acque. Per l'industria e il commercio migliorò le comunicazioni tra le varie regioni del ducato e sviluppò il servizio postale.
Per riassestare il bilancio assoggettò tutti gli abitanti al pagamento delle tasse e soppresse le esenzioni ingiustificate. Per poter raggiungere tale scopo ordinò ai preti di censire tutti i parrocchiani dai 10 ai 70 anni d'età; da ogni parrocchia furono eletti tre rappresentanti, uno ricco, uno di modesta fortuna e uno povero; costoro avrebbero dovuto censire i beni mobili, immobili e il bestiame di ogni parrocchiano. Con tale metodo il duca venne a conoscenza delle ricchezze di ogni abitante e fu in grado di ripartire equamente le cariche pubbliche e le tasse.
Per garantire la sicurezza dello stato, Pier Luigi creò delle legioni composte da cinque compagnie di 200 fanti ciascuna e una guardia personale, non tralasciando il suo pallino, che era la costruzione di una fortezza a Piacenza. Del disegno dell'opera fu incaricato Domenico Giannelli. Il piano fu sottoposto alla revisione del San Gallo e di Michelangelo, che lo approvarono con poche modifiche l'11 novembre 1545. La nuova fortezza doveva essere un baluardo contro gli spagnoli e un ammonimento contro coloro che criticavano la sua politica di riforme.
Pier Luigi sapeva bene che i nobili lo odiavano e che la borghesia e il popolo non lo avevano molto in simpatia, così, per avere un controllo più saldo della situazione, decise che chiunque avesse una rendita superiore a 200 scudi avrebbe dovuto risiedere in città, pena la perdita dei beni.
Tutte queste precauzioni non erano inutili perché Carlo V, che nel frattempo era diventato ostile al papa, non aveva gradito la cessione del ducato a Pier Luigi. A causa di questa rottura, inoltre, avevano ricominciato a formarsi le fazioni guelfa con il papa, la Francia, Venezia, Parma e Ferrara e quella ghibellina con l'imperatore, la Spagna, Genova, i Medici e i Gonzaga.

### Congiura di Piacenza e morte
Fu proprio Ferrante I Gonzaga, conosciuto in Italia come Don Ferrante, governatore di Milano, che, avendo appreso che l'imperatore voleva appropriarsi del ducato di Piacenza e Parma, decise di colpire i Farnese verso cui covava un odio mortale.
Gonzaga iniziò a far spiare Pier Luigi e a mandare rapporti continui a Madrid e a Carlo V. Pier Luigi non rimase con le mani in mano; il 4 giugno 1547 fece sposare la figlia Vittoria con il duca di Urbino, Guidobaldo II Della Rovere; alla fine dello stesso mese stipulò il contratto di fidanzamento tra il figlio Orazio e Diana, figlia naturale del re di Francia, Enrico II. Nel frattempo continuò alacremente i lavori di fortificazione del suo ducato.
Carlo V, preoccupato per il procedere dei lavori a Parma, si convinse a lasciare mano libera a Don Ferrante per organizzare una congiura contro il duca.
Già il marchese Pallavicini di Cortemaggiore, fuoriuscito a Crema, aveva offerto il suo braccio e quello dei suoi amici al Gonzaga, ma questi rifiutò perché costui era sotto la stretta sorveglianza delle spie dei Farnese. Preferì invece affidarsi al suo lontano parente Luigi Gonzaga, marchese di Castiglione, Castel Goffredo e Solferino, e al di lui cognato conte Giovanni Anguissola, governatore di Como, che si impegnò a trovare altri congiurati tra la nobiltà piacentina.
L'Anguissola riuscì a convincere il conte Agostino Landi, il marchese Giovan Luigi Confalonieri e i marchesi Girolamo e Alessandro Pallavicino.
(Lorenzo Molossi, Vocabolario topografico dei ducati di Parma, Piacenza e Guastalla, Parma, dalla tipografia ducale, 1832-1834, pp. 317-318.)
Dopo la morte del figlio, il papa riunì il concistoro e accusò Don Ferrante della sua morte, ridicolizzando le motivazioni che adduceva per l'occupazione di Piacenza, dopodiché dichiarò espressamente che Ottavio sarebbe stato il nuovo duca e il nuovo Gonfaloniere della Chiesa.
Di lui è stato detto, come di Caravaggio, "morì male così come era vissuto".

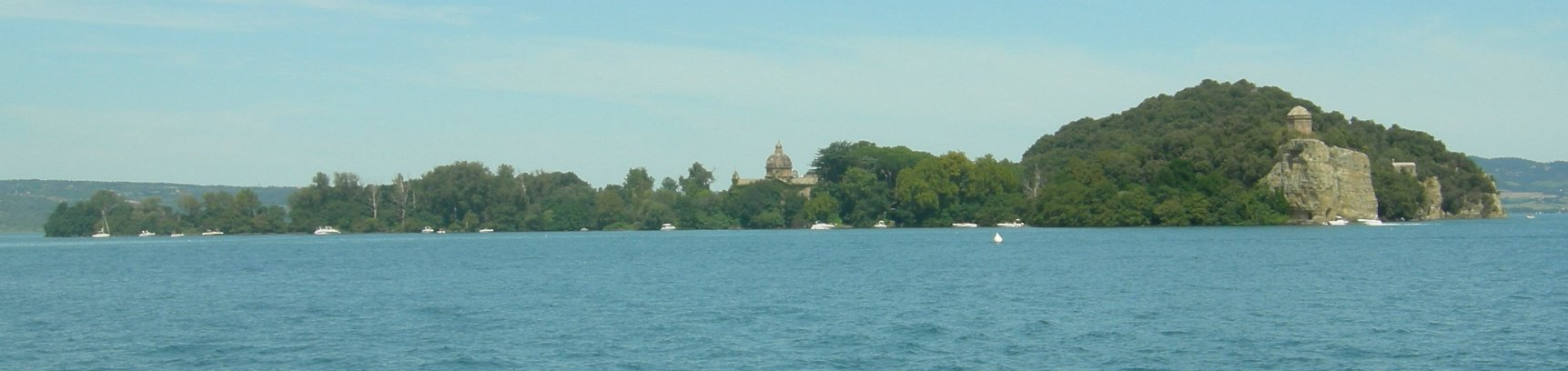
L'isola Bisentina

Il suo corpo fu ricomposto e sepolto a Piacenza, prima in una chiesa, poi in un'altra; in seguito la salma fu fatta traslare a Parma dalla moglie Gerolama Orsini e infine fu trasferita nella tomba di famiglia sull'isola Bisentina, sul Lago di Bolsena, dove dopo la morte lo raggiunsero anche la moglie e il figlio cardinale Ranuccio.

## Discendenza
Da Gerolama Orsini Pier Luigi ebbe cinque figli:
- Alessandro (1520-1589), vescovo di Parma e cardinale;
- Vittoria Farnese, che sposò Guidobaldo II, duca di Urbino
- Ottavio, duca di Parma (1524-1586), successore del padre;
- Ranuccio (1530-1565), cardinale;
- Orazio, duca di Castro, che sposò Diana, duchessa d'Angoulême, una figlia illegittima di Enrico II di Francia.

Ebbe anche una figlia naturale, Antea.

## Ascendenza
|                            |     |                                      | Genitori           |  |  | Nonni |  |  | Bisnonni                    |  |  | Trisnonni      |  |
|                            |     |                                      |                    |  |  |       |  |  | Ranuccio Farnese il Vecchio |  |  | Pietro Farnese |  |
|                            |     |                                      |                    |  |  |       |  |  | Ranuccio Farnese il Vecchio |  |  | Pietro Farnese |  |
|                            |     | Pentesilea Dolci                     |                    |  |  |       |  |  | Ranuccio Farnese il Vecchio |  |  |                |  |
| Pier Luigi Farnese Seniore |     |                                      |                    |  |  |       |  |  | Ranuccio Farnese il Vecchio |  |  |                |  |
|                            |     | Agnese Monaldeschi della Cervara     | Angelo Monaldeschi |  |  |       |  |  |                             |  |  |                |  |
|                            |     | Agnese Monaldeschi della Cervara     | Angelo Monaldeschi |  |  |       |  |  |                             |  |  |                |  |
|                            |     | Agnese Monaldeschi della Cervara     | …                  |  |  |       |  |  |                             |  |  |                |  |
| Papa Paolo III             |     | Agnese Monaldeschi della Cervara     |                    |  |  |       |  |  |                             |  |  |                |  |
|                            |     | Onorato Gaetani, duca di Sermoneta   | Giacomo Gaetani    |  |  |       |  |  |                             |  |  |                |  |
|                            |     | Onorato Gaetani, duca di Sermoneta   | Giacomo Gaetani    |  |  |       |  |  |                             |  |  |                |  |
|                            |     | Onorato Gaetani, duca di Sermoneta   | Giovannella Orsini |  |  |       |  |  |                             |  |  |                |  |
| Giovanna Caetani           |     | Onorato Gaetani, duca di Sermoneta   |                    |  |  |       |  |  |                             |  |  |                |  |
|                            |     | Caterina Orsini dei duchi di Gravina | Francesco Orsini   |  |  |       |  |  |                             |  |  |                |  |
|                            |     | Caterina Orsini dei duchi di Gravina | Francesco Orsini   |  |  |       |  |  |                             |  |  |                |  |
|                            |     | Caterina Orsini dei duchi di Gravina | Flavia Scillato    |  |  |       |  |  |                             |  |  |                |  |
| Pier Luigi Farnese         |     | Caterina Orsini dei duchi di Gravina |                    |  |  |       |  |  |                             |  |  |                |  |
|                            | ... | …                                    |                    |  |  |       |  |  |                             |  |  |                |  |
|                            | ... | …                                    |                    |  |  |       |  |  |                             |  |  |                |  |
|                            | ... | …                                    |                    |  |  |       |  |  |                             |  |  |                |  |
| Rufino Ruffini             | ... |                                      |                    |  |  |       |  |  |                             |  |  |                |  |
|                            |     | ...                                  | …                  |  |  |       |  |  |                             |  |  |                |  |
|                            |     | ...                                  | …                  |  |  |       |  |  |                             |  |  |                |  |
|                            |     | ...                                  | …                  |  |  |       |  |  |                             |  |  |                |  |
| Silvia Ruffini             |     | ...                                  |                    |  |  |       |  |  |                             |  |  |                |  |
|                            |     | ...                                  | …                  |  |  |       |  |  |                             |  |  |                |  |
|                            |     | ...                                  | …                  |  |  |       |  |  |                             |  |  |                |  |
|                            |     | ...                                  | …                  |  |  |       |  |  |                             |  |  |                |  |
| Giovannella Caetani        |     | ...                                  |                    |  |  |       |  |  |                             |  |  |                |  |
|                            |     | ...                                  | …                  |  |  |       |  |  |                             |  |  |                |  |
|                            |     | ...                                  | …                  |  |  |       |  |  |                             |  |  |                |  |
|                            |     | ...                                  | …                  |  |  |       |  |  |                             |  |  |                |  |
|                            |     | ...                                  |                    |  |  |       |  |  |                             |  |  |                |  |